# Acrocercops sphaerodelta
Acrocercops sphaerodelta là một loài bướm đêm thuộc họ Gracillariidae. Nó được tìm thấy ở Indonesia (Java).
Ấu trùng ăn loài Eugenia, bao gồm Eugenia cumini. Chúng có thể ăn lá nơi chúng làm tổ.